# St. Martin (Westenhofen)

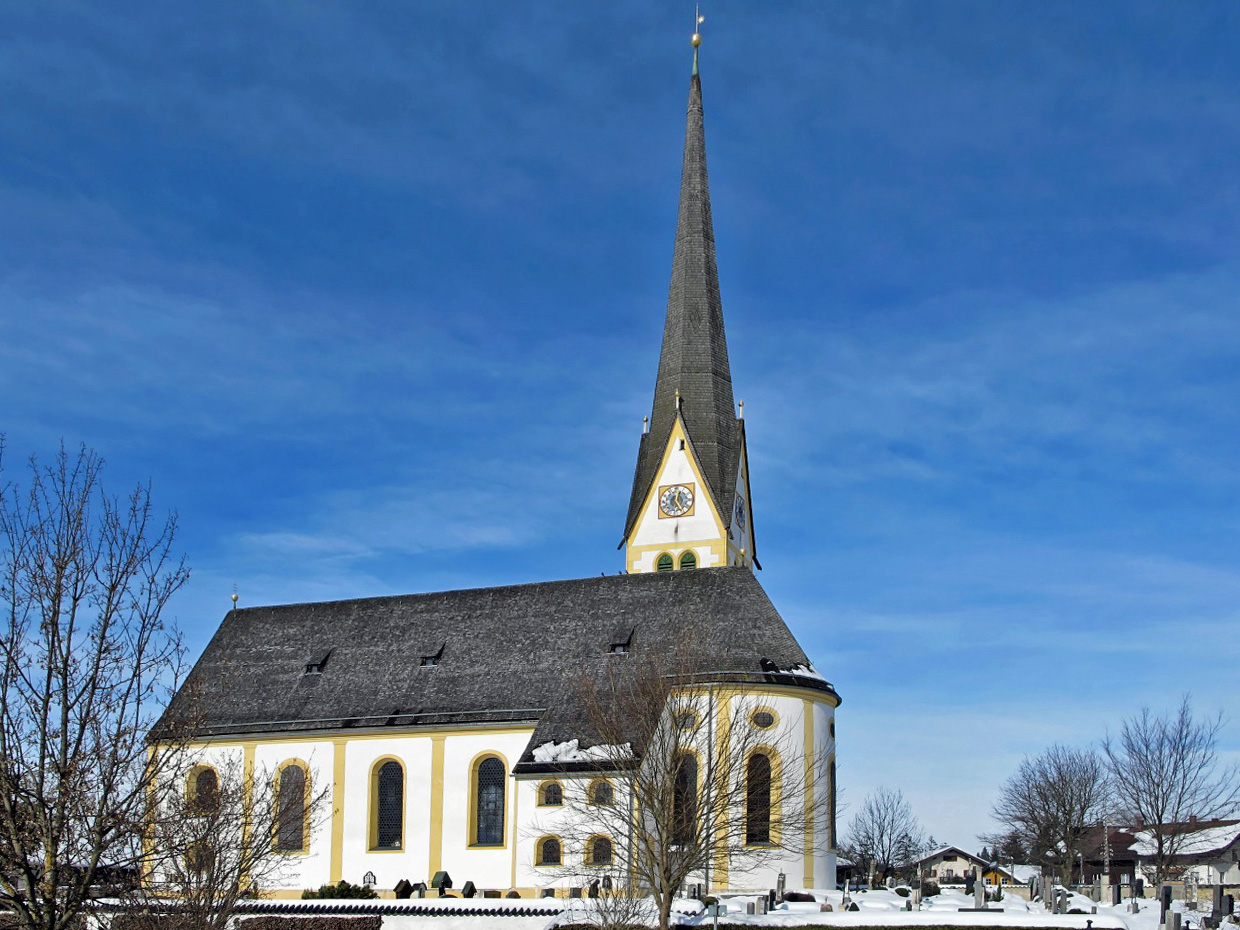
Kirche St. Martin in Westenhofen

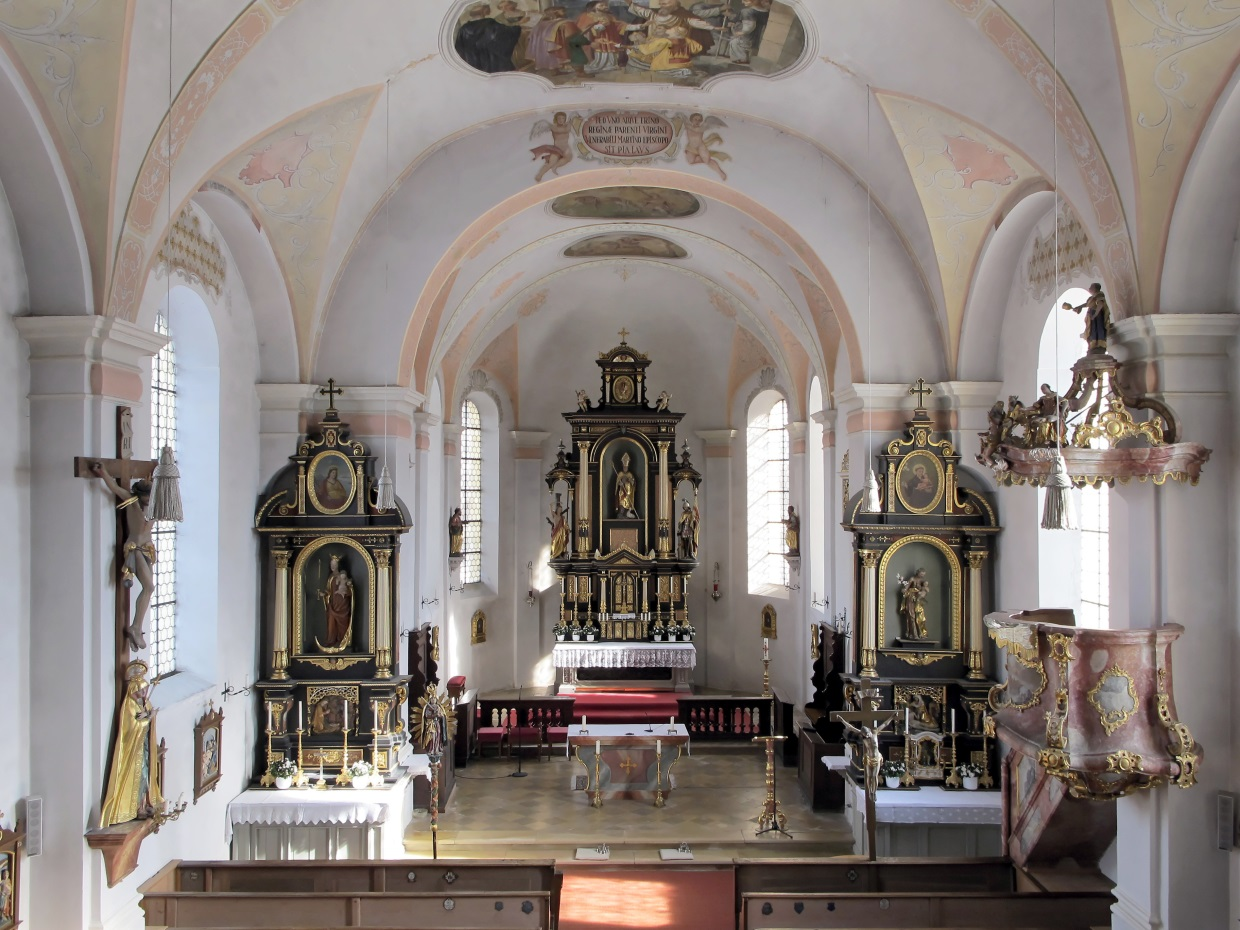
Innenansicht, Blick von der Empore

Die Filialkirche St. Martin  in Westenhofen, einem Gemeindeteil von Schliersee im oberbayerischen Landkreis Miesbach, wurde von 1734 bis 1737 errichtet. Die Kirche, die unterhalb des sogenannten Kirchbichls steht, ist ein geschütztes Baudenkmal.

## Geschichte und Architektur
Bis 1884 war St. Martin die Pfarrkirche von Schliersee. Der barocke Neubau wurde unter Einbeziehung des spätgotischen Turms von 1529 errichtet. Bei der Renovierung von 1973 bis 1975 wurden die Gewölbemalereien wiederhergestellt.
Der Saalbau mit eingezogenem, halbrund geschlossenen Chor wird von einer Stichkappentonne über quadratischen Wandpfeilern gedeckt. Die Fresken, die 1737 von einem unbekannten Maler geschaffen wurden, zeigen Szenen aus der Martinslegende.

## Ausstattung
Der Hochaltar wurde 1878 von Johann Marggraff in Neurenaissance-Formen geschaffen. Die Seitenaltäre entstanden 1635 und wurden 1878 geringfügig verändert.
Die Rokoko-Kanzel ist mit Allegorien von Glaube, Hoffnung und Liebe auf dem Schalldeckel versehen.
Die Kirchenbänke besitzen Namenstäfelchen aus der Zeit nach 1767.